# Фран Целестін
Фран Целестін (13 листопада 1843, Кленик, Словенія — 30 жовтня 1895, Загреб, Хорватія) — відомий словенський поет, літературний критик, публіцист, письменник і перекладач, професор школи та університету, славіст, знавець слов'янських мов і літератур, пропагандист ідеї слов'янської взаємності, засновник напряму ідеального реалізму в словенській літературі. При народженні отримав ім'я Францішек Целестін, використовував псевдонім Fr. Neboslav та шифр -st-. 

## Життя та освіта
Батько Франа Целестіна, Юрій Целестін, був кожум'якою, а його дружина Олівія, яка походила зі шляхетного роду, володіла маєтком у Загір'ї. Перші два роки навчався школі у Ваче (село в общині Літія), а з третього класу гімназії продовжив освіту в Любляні. Серед його однокласників були такі відомі в майбутньому письменники, як Якоп Алешовець та Йосип Юрчич. Після завершення гімназії (1857–1865) вивчав славістику та класичну філологію у Відні. У 1869 році захистив докторську дисертацію, здобувши ступінь доктора мистецтв і філософії.
У листопаді того ж року як стипендіат російського міністерства вирушив до Санкт-Петербурга. В 1870 році у Москві він склав іспити з латини, грецької мови, російської історії та географії. Викладав у гімназіях Володимира (1870) та Харкова (1872–1873), де також вивчав санскрит. У період 1876–92 рр. Повернувшись на батьківщину 1878 року він отримав викладацьку посаду в Загребському університеті та працював там до 1890 року.

## Літературна діяльність
Фран Целестін почав писати ще під час навчання в гімназії. Під псевдонімом Neboslav у 1864 році опублікував свою першу статтю про роль слов’янської поезії для молоді в журналі “Učiteljski tovariš”. У 1865 році разом із Йосипом Юрчичем видав альманах “Slovenska vila”, для якого написав три поезії (“Molitev”, “Prijatlu”, “Sonet”) та оповідання "Oskrbnik Lebeškega grada". Основними мотивами оповідання є дружба між жінками з різних соціальних верств, образи сироти та годувальниці, характерні для жіночих романів. Також важливу роль відіграють національні символи, зокрема мотиви з народних пісень. Опис природи та рідного краю служить засобом вираження патріотичних почуттів. Написав мемуари "Iz spominov na staro mater" ("Slovenske večernice", 1867), у нарисі "Naše obzorje" ("Ljubljanski zvon", 1883) виклав свої реалістичні літературно-критичні погляди.
У студентські роки також займався перекладами, зокрема переклав шосту пісню “Іліади” для журналу “Slovenski glasnik”. Його повість "Mala Furlanka" та новела "Gostinja" здобули популярність серед читачів. У "Slovenski glasnik" (1868) і "Cvetnik" (1865–1867) перекладав з чеської, української, польської та старогрецької мов.
Наприкінці навчання у Відні він написав драму “Roza” у трьох діях, яку видав Люблянський драматичний гурток у 1869 році. Режисер Йосип Ноллі поставив виставу в січні 1871 року. Целестіна надихнула класична французька комедія Жана-Батіста Мольєра, в якій зображено боротьбу за права жінок. За свою п'єсу Целестін отримав премію в 40 золотих монет від Драматичного товариства. У "Slovanski svet" опублікував сатиричну автобіографічну повість "Veselo življenje" (1891), ліричні вірші (1893—1895).

Публіцистика та наукова діяльність
На початку 1870-х років він здебільшого відмовився від літератури і все частіше публікував статті, в яких писав про культуру слов'янських народів. У “Slovenski glasnik” написав кілька публіцистичних праць про культурне та літературне життя хорватів, чехів, болгар, поляків, росіян і словаків. У 1880-х роках він друкувався в журналах "Ljubljanski zvon" ("Slavjanska pisma", 1887), "Slovanski svet" і "Slovan" ("Ruske radikalne struje", 1887), в яких опублікував літературні портрети Миколи Гоголя, Олександра Пушкіна, Михайла Лермонтова та Йосипа Стритара (1887 рік). 
Однією з найважливіших його робіт є праця "Russland seit Aufhebung der Leibeigenschaft" (1875), в якій він описав сучасне йому політичне, економічне, судове, адміністративне і соціальне життя в Росії. У програмній статті "Naše obzorje" закликав розвивати літературу, яка відображала б реалії життя словенців, порушувала соціальні та національні проблеми.У програмі він особливо заохочував жінок працювати для нації та досягати незалежності.

## Твори
- Nekaj o važnosti pesništva v obče, in posebno slovenskega za našo mladino (1864)
- Oskrbnik Lebeskega grada (1865)
- Mala Furlanka, (1867—68)
- Gostinja, (1867—68)
- Roza, (1869)
- Pisma iz Rusije (1870—72)
- Russland seit Aufhebung der Leibeigenschaft, (1875)
- Žensko vprašanje, (1881)
- Naše obzorje, (1883)
- France Preširen: sa Prešírnovom slikom, Zagreb (1882)
- «Iz spominov na staro mater» («Slovenske večernice», 1867)

## Ресурси
- Fran Celestin. Enciklopedija Slovenije, 299. Ljubljana: MK, 1988.
- Stanko Janež. Pregled slovenske književnosti. Založba Obzorja Maribor, 1978.

## Зовнішні посилання
- Fran Celestin